# Ducado de Uceda
El ducado de Uceda es un título nobiliario español creado el 16 de mayo de 1610 por el rey Felipe III en favor de Cristóbal Gómez de Sandoval Rojas y de la Cerda, I duque de Cea, hijo de Francisco Gómez de Sandoval Rojas y Borja, I duque de Lerma (entre otros títulos), y su esposa Catalina de la Cerda y Manuel de Portugal.
Su denominación hace referencia a la localidad de Uceda, en la provincia de Guadalajara, adquirida por Diego de Messía Ovando a finales del siglo XVI y titulado sobre ella como conde de Uceda desde 1581. Su hijo Juan Velázquez Dávila debió venderla al futuro I duque de Uceda y perder el título condal, a cambio del cual recibió el de marqués de Loriana.
Desde 1982 su poseedora es María del Pilar de Latorre y Téllez Girón, XIV marquesa de Belmonte, casada con  Miguel Ángel Pastor y Vélez.

## Duques de Uceda
|                         | Titular                                                                      | Periodo                 |
| Creación por Felipe III | Creación por Felipe III                                                      | Creación por Felipe III |
| ----------------------- | ---------------------------------------------------------------------------- | ----------------------- |
| I                       | Cristóbal Gómez de Sandoval Rojas y de la Cerda                              | 1610-1624               |
| II                      | Francisco Gómez de Sandoval Rojas y Padilla                                  | 1624-1635               |
| III                     | Felicia de Sandoval y Urbino                                                 | 1635-1671               |
| IV                      | Isabel María de Sandoval y Girón                                             | 1671-1711               |
| V                       | Manuel Gaspar Gómez de Sandoval Téllez-Girón                                 | 1711-1732               |
| VI                      | Francisco Javier Pacheco Téllez-Girón                                        | 1732-1750               |
| VII                     | Andrés Manuel Alonso Pacheco Téllez-Girón y Fernández de Velasco             | 1750-1789               |
| VIII                    | Diego Fernández de Velasco                                                   | 1789-1811               |
| IX                      | Bernardino Fernández de Velasco Pacheco y Téllez-Girón                       | 1811-1851               |
| X                       | Bernardina María Fernández de Velasco Pacheco Téllez-Girón y Roca de Togores | 1851-1869               |
| XI                      | Francisco de Borja Téllez-Girón y Fernández de Velasco                       | 1869-1897               |
| XII                     | Luis María Téllez-Girón y Fernández de Córdoba                               | 1898-1909               |
| XIII                    | Mariano Téllez-Girón y Fernández de Córdoba                                  | 1909-1931               |
| XIV                     | Ángela María Téllez-Girón y Duque de Estrada                                 | 1931-1982               |
| XV                      | Pilar de Latorre y Téllez-Girón                                              | 1982-hoy                |

## Historia de los duques de Uceda

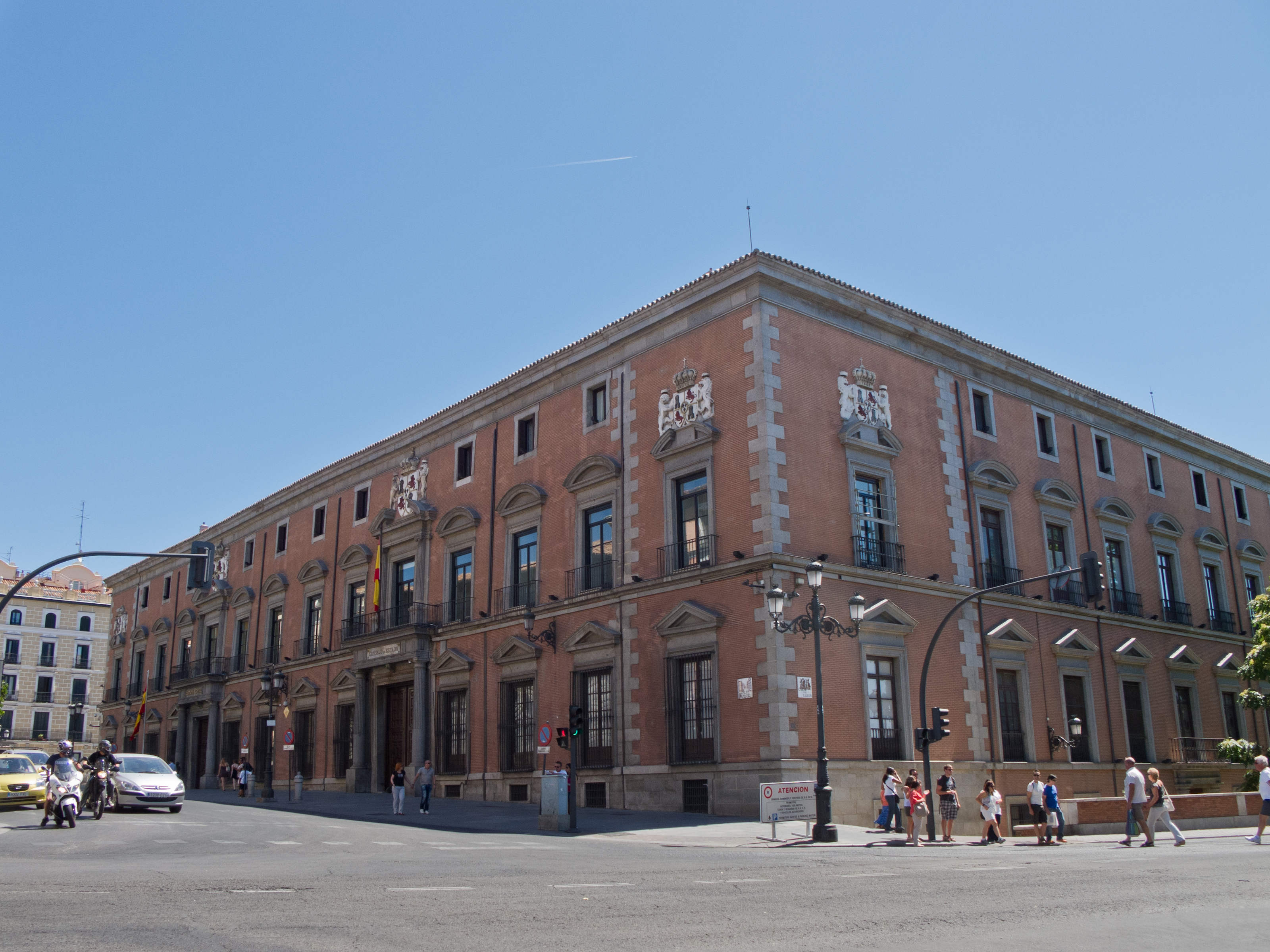
Palacio de los duques de Uceda, en Madrid, también llamado Palacio de los Consejos.

- Cristóbal Gómez de Sandoval-Rojas y la Cerda (12 de abril de 1577-Alcalá de Henares, 31 de mayo de 1624), I duque de Uceda, I duque de Cea ad personam, I marqués de Cea, I marqués de Belmonte, valido de Felipe III, del Consejo de Estado y de Guerra, caballero de la Orden de Santiago.[1]

Casó con Mariana Manrique de Padilla y Acuña. Le sucedió su hijo:
- Francisco Gómez de Sandoval Rojas y Padilla (m. 13 de noviembre de 1635), II duque de Uceda, II duque de Cea, VI marqués de Denia, II marqués de Belmonte, II marqués de Cea, II conde de Ampudia, XI conde de Buendía, IV conde de Santa Gadea, adelantado mayor de Castilla.[5]

Casó el 29 de noviembre de 1612 con Feliche Enríquez de Cabrera Colonna, hija de Luis Enríquez de Cabrera y Mendoza, IV duque de Medina de Rioseco, y su esposa Vittoria Colonna Henríquez-Cabrera. Le sucedió su hija:
- Felisa de Sandoval y Rojas Ursino (m. 1671), III duquesa de Uceda, III marquesa de Belmonte.[5]

Casó con Gaspar Téllez-Girón y Sandoval, V duque de Osuna, V marqués de Peñafiel, IX conde de Ureña etc. Le sucedió su hija:
- Isabel María de Sandoval y Girón (1653-1711), IV duquesa de Uceda, IV marquesa de Belmonte.[6]

Casó el 16 de julio de 1677, en Madrid, con Juan Francisco de Pacheco Téllez-Girón y Velasco (1649-1718), III conde de la Puebla de Montalbán, I marqués de Menas Albas, virrey de Sicilia etc. Le sucedió su hijo:
- Manuel Gaspar Alonso Pacheco Téllez-Girón y Sandoval (Madrid, 11 de abril de 1676-1732), V duque de Uceda, V marqués de Belmonte, IV conde de la Puebla de Montalbán, comendador mayor en la Orden de Alcántara.[6]

Casó con su prima carnal Josefa Antonia María Álvarez de Toledo y Portugal, hija de Manuel Joaquín Garcí-Álvarez de Toledo y Portugal, VIII conde de Oropesa, etc., y su esposa Isabel María Téllez-Girón. Le sucedió su hijo:
- Francisco Javier Pacheco Téllez-Girón y Toledo (Madrid, 16 de febrero de 1704-2 de enero de 1750), VI duque de Uceda, V conde de la Puebla de Montalbán, VI marqués de Belmonte, XIV señor de Gálvez y Jumela, tesorero perpetuo de las reales casas de la moneda de Madrid, gentilhombre de cámara del rey con ejercicio.[6]

Casó el 17 de julio de 1727, en Madrid, con su tía María Luisa Lucía Téllez-Girón Fernández de Velasco Tovar y Guzmán, XI marquesa de Berlanga, hija del IV duque de Osuna. Le sucedió su hijo:
- Andrés Manuel López Pacheco y Téllez-Girón, Acuña y López Sandoval y Pacheco (Puebla de Montalbán, 8 de noviembre de 1728-Madrid, 10 de julio de 1789), VII duque de Uceda, VI conde de la Puebla de Montalbán, VII marqués de Belmonte, IX marqués de Frómista, VII marqués de Caracena, XII marqués de Berlanga, VIII marqués de Toral, VII conde de Pinto, señor de Gálvez y Jumela, Osma, Berzosa, Alcubilla, las Moralejas, Inés, Samuñoz etc., caballero del Toisón de Oro y de la Orden de Carlos III, gentilhombre de cámara con ejercicio de los reyes Felipe V, Fernando VI y Carlos III de España, sumiller de corps del príncipe Carlos de Borbón (futuro Carlos IV de España), tesorero perpetuo de las reales casas de la moneda de Madrid.[8]

Casó el 15 de septiembre de 1748, en Madrid, con su prima carnal María de la Portería Fernández de Velasco Tovar y Pacheco (1735-1796), VIII condesa de Peñaranda de Bracamonte, XVIII condesa de Luna, VI marquesa del Fresno. Le sucedió su hijo:
- Diego Fernández de Velasco (Madrid, 8 de noviembre de 1754-París, 11 de febrero de 1811), VIII duque de Uceda, XIX conde de Luna, XIII duque de Frías, XIII duque de Escalona, X marqués de Frómista, VIII marqués de Belmonte, VIII marqués de Caracena, XIII marqués de Berlanga, IX marqués de Toral, VI marqués de Cilleruelo, XII marqués de Jarandilla, XIII marqués de Villena, VIII conde de Pinto, VII marqués del Fresno, X marqués de Frechilla y Villarramiel, X marqués del Villar de Grajanejos, XVII conde de Haro, XVII conde de Castilnovo, XVII conde de Alba de Liste, VII conde de la Puebla de Montalbán, IX conde de Peñaranda de Bracamonte, XV conde de Fuensalida, IX conde de Colmenar de Oreja, XV conde de Oropesa, XIV conde de Alcaudete, XIV conde de Deleytosa, XII conde de Salazar de Velasco, caballero de la Orden del Toisón de Oro y de la Orden de Santiago.[10]

Casó el 17 de julio de 1780, en Madrid, con Francisca de Paula de Benavides y Fernández de Córdoba (1757-1827), hija de Antonio de Benavides y de la Cueva, II duque de Santisteban del Puerto etc. Le sucedió su hijo:
- Bernardino Fernández de Velasco Pacheco y Téllez-Girón (20 de junio de 1783-28 de mayo de 1851), IX duque de Uceda, XX conde de Luna, XIV duque de Frías, XIV duque de Escalona, IX marqués de Belmonte, XI marqués de Frómista, IX marqués de Caracena, XIV marqués de Berlanga, X marqués de Toral, XIV marqués de Villena, IX conde de Pinto, VIII marqués del Fresno, XIII marqués de Jarandilla, XI marqués de Frechilla y Villarramiel, XI marqués del Villar de Grajanejos, XVIII conde de Haro, XVIII conde de Castilnovo, XIII conde de Salazar de Velasco, XVIII conde de Alba de Liste, VIII conde de la Puebla de Montalbán, X conde de Peñaranda de Bracamonte, XVI conde de Fuensalida, X conde de Colmenar de Oreja, XVI conde de Oropesa, XV conde de Alcaudete, XV conde de Deleytosa, caballero del Toisón de Oro y de la Orden de Calatrava, embajador en Londres, consejero de Estado durante el trienio constitucional (1820-1823), enviado a París en 1834 como representante especial en la negociación y firma de la cuádruple alianza, presidente del gobierno (1838).[11]

Casó en primeras nupcias en 1802 con María Ana Teresa de Silva Bazán y Waldstein (m. 1805), hija de José Joaquín de Silva Bazán y Sarmiento, IX marqués de Santa Cruz, X marqués del Viso, VII y último marqués de Bayona, VI marqués de Arcicóllar, conde de Montauto, y conde de Pie de Concha. Sin descendientes de este matrimonio.
Casó en segundas nupcias con María de la Piedad Roca de Togores y Valcárcel (1787-1830), hija de Juan Nepomuceno Roca de Togores y Scorcia, I conde de Pinohermoso, XIII barón de Riudoms.
Casó en terceras nupcias (matrimonio desigual, post festam, legitimando la unión de hecho) con Ana Jaspe y Macías (m. 1863). Le sucedió su hija:
- Bernardina María de la Presentación Fernández de Velasco y Roca de Togores (1815-1869), X duquesa de Uceda, XXIII condesa de Luna, X condesa de Pinto, XIII condesa de Peñaranda de Bracamonte.[14]

Casó en 1838 con Tirso María Téllez-Girón y Fernández de Santillán (1817-1871). El 15 de diciembre de 1870 le sucedió su hijo:
- Francisco de Borja Téllez-Girón y Fernández de Velasco (Madrid, 10 de octubre de 1839-8 de julio de 1897), XI duque de Uceda, XV duque de Escalona, IX conde de la Puebla de Montalbán, XV marqués de Villena, XIX conde de Alba de Liste, XI marqués de Belmonte, XI conde de Pinto, doctor en derecho, senador del reino por derecho propio, caballero de la Orden de Santiago, Gran Cruz de Carlos III, gentilhombre de cámara de Isabel II, Alfonso XII y de la reina regente de España.[15]

Casó el 15 de octubre de 1867, en Madrid, con Ángela María de Constantinopla Fernández de Córdoba y Pérez de Barradas. El 7 de marzo de 1898 le sucedió su hijo:
- Luis María de Constantinopla Téllez-Girón y Fernández de Córdoba (Madrid, 3 de marzo de 1870-1 de abril de 1909), XII duque de Uceda, XIV duque de Osuna, XVI marqués de Villena, XVIII conde de Ureña, caballero de la Real Maestranza de Sevilla, diputado a Cortes por Talavera de la Reina, gentilhombre de cámara del rey con ejercicio y servidumbre.[16]

Soltero y sin descendencia. El 9 de octubre de 1909 le sucedió su hermano:
- Mariano Téllez-Girón y Fernández de Córdoba (Madrid, 9 de septiembre de 1887-San Sebastián, 3 de octubre de 1925), XIII duque de Uceda, XVI duque de Escalona, XVII marqués de Villena, XX conde de Alba de Liste, XIX conde de Ureña, XV duque de Osuna.[16]

Casó el 10 de noviembre de 1921, en Sevilla, con Petra Duque de Estrada y Moreno (1900-1985). El 25 de marzo de 1931 le sucedió su hija:
- Ángela María Téllez-Girón y Duque de Estrada (Pizarra, Málaga, 7 de febrero de 1925-Sevilla, 29 de mayo de 2015), XIV duquesa de Uceda, XVI marquesa de Villafranca del Bierzo, XX condesa de Ureña, XII marquesa de Jabalquinto, XX condesa-XVII duquesa de Benavente, XVI duquesa de Arcos, XIX duquesa de Gandía, XVIII marquesa de Lombay, XX duquesa de Medina de Rioseco, XVI condesa de Peñaranda de Bracamonte, XIII condesa de Pinto, XIII condesa de la Puebla de Montalbán, IX duquesa de Plasencia, XVII marquesa de Frechilla y Villarramiel, XX condesa de Oropesa, XIV marquesa de Toral, XXI condesa de Alcaudete, XVIII marquesa de Berlanga, XIII marquesa de Belmonte, XVII condesa de Salazar de Velasco, XVII marquesa de Jarandilla, XIV marquesa de Villar de Grajanejos, XV marquesa de Frómista, XIX duquesa de Escalona, XX condesa de Fuensalida, dama de la Real Maestranza de Caballería de Zaragoza y de la de Valencia, Gran Cruz de la Orden Constantiniana de San Jorge, de la Orden de Malta, de la Orden del Santo Cáliz de Valencia y de la Real Asociación de Hidalgos a Fuero de España.[17]

Casó en 1946 en primeras nupcias, en Espejo (Córdoba), con Pedro de Solís-Beaumont y Lasso de la Vega (1916-1959), caballero maestrante de Sevilla, y en segundas, en 1963, con José María de Latorre y Montalvo (1922-1991), VII marqués de Montemuzo, VIII marqués de Alcántara del Cuervo. El 4 de febrero de 1982, previa orden del 24 de septiembre de 1981 para que se expida la correspondiente carta de sucesión, le sucedió, de su segundo matrimonio, su hija:
- Pilar de Latorre y Téllez-Girón (n. Madrid, 16 de junio de 1977), XV duquesa de Uceda,[19] XIV marquesa de Belmonte, VIII marquesa de Montemuzo.[3]

Casó el 23 de octubre de 1993, en Espejo (Córdoba), con Miguel Ángel Pastor y Vélez.